# Isometrus
Isometrus is een geslacht van schorpioenen uit de familie Buthidae. De soorten uit dit geslacht komen voor in het oriëntaals gebied en Oceanië. Isometrus maculatus vormt hierop een uitzondering met een pantropische verspreiding.